# Zo leren kijken
 Zo Leren Kijken - Carré Amsterdam is het tweede livealbum van Herman van Veen, opgenomen in Koninklijk Theater Carré en verschenen in 1973. 

## Nummers
| Nr. | Titel             | Schrijver(s)                    | Duur |
| --- | ----------------- | ------------------------------- | ---- |
| 1.  | Intro             | Albert Monteyn                  | 1:41 |
| 2.  | Marianne          | Herman van Veen                 | 2:07 |
| 3.  | Dokter            | Herman van Veen                 | 4:17 |
| 4.  | Computer          | Riwka Bruining                  | 0:34 |
| 5.  | Dat tedere gevoel | Riwka Bruining, Herman van Veen | 3:07 |
| 6.  | Arm               | Herman van Veen, Rob Chrispijn  | 6:18 |
| 7.  | Zo leren kijken   | Herman van Veen                 | 6:14 |

| Nr. | Titel                       | Schrijver(s)                        | Duur |
| --- | --------------------------- | ----------------------------------- | ---- |
| 1.  | La Chanson De L'Outre Tombe | Erik van der Wurff                  | 2:33 |
| 2.  | Werken                      | Riwka Bruining                      | 0:32 |
| 3.  | Beer                        | Erik van der Wurff, Herman van Veen | 1:27 |
| 4.  | Pappie                      | Herman van Veen                     | 0:43 |
| 5.  | Variaties                   | Laurens van Rooyen                  | 1:22 |
| 6.  | Verhaal van god             | Herman van Veen                     | 3:10 |
| 7.  | Agnus Dei                   | Gabriel Fauré                       | 1:19 |
| 8.  | Harry-Stuk                  | Harry Sacksioni                     | 3:18 |
| 9.  | Windstil                    | Chris Pilgram, Rob Chrispijn        | 6:16 |

## Muzikanten
De credits op de oorspronkelijke langspeelplaat vermeldden:
- Erik van der Wurff - orgel, elektrische piano
- Laurens van Rooyen - piano
- Harry Sacksioni - gitaar, elektrische gitaar
- Albert Monteyn – basgitaar
- Tonnie Koning - slagwerk
- Herman van Veen – viool
- Hans Koppes - tuba